# Arden University
Die Arden University ist eine britische private Universität, die staatlich anerkannte Abschlüsse verleiht. Der Hauptsitz der Universität befindet sich in Coventry. Daneben hat die Hochschule weitere lokale Studienzentren in mehreren Städten. Die Universität ist spezialisiert auf Fernstudiengänge, bietet jedoch auch Präsenzstudiengänge an. Die Universität bietet eine Vielzahl verschiedener Bachelor- und Masterabschlüsse an.

## Geschichte

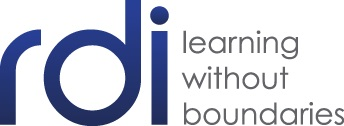
RDI 1990-2015

Die Hochschule wurde unter dem Namen Resource Development International (RDI), 1990 von John Holden gegründet. RDI spezialisierte sich auf Fernstudiengänge und eröffnete mehrere Niederlassungen in den USA, Europa und Afrika. 2010 wurden die meisten Standorte im Ausland geschlossen und dafür das Fernstudium ausgebaut. 2011 verkaufte Holden die Hochschule an das US-Unternehmen Capella Education. 2015 erhielt die Hochschule die staatliche Anerkennung als Universität und wurde in Arden University umbenannt. 2016 wurde die Universität von Global University Systems (GUS) übernommen, zu denen u. a. weitere Universitäten wie die University of Law, St Patricks College und Toronto School of Management gehören. 2018 fand die erste Verleihung der eigenen Universitätsabschlüsse statt. 2021 erfolgte die Gründung der Studentenvereinigung.

## Akkreditierung

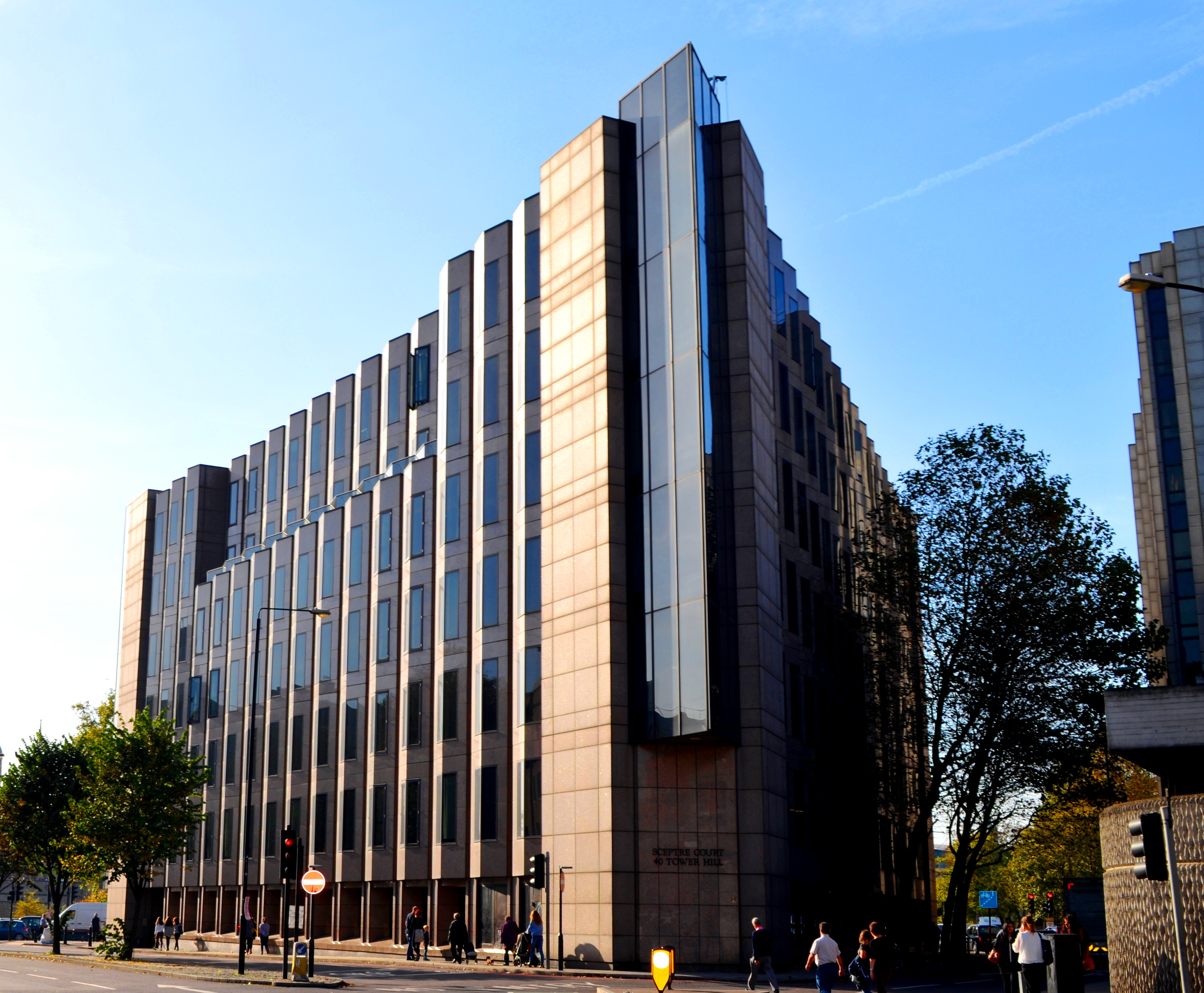
Tower Hill, London

Die Universität wird regelmäßig von unabhängigen Gutachtern geprüft. Staatlich unabhängige Agentur ist die Quality Assurance Agency for Higher Education (QAA). Zusätzlich wird die Qualität der Studiengänge durch die unabhängige staatliche Behörde Teaching Excellence Framework (TEF) geprüft.  Zudem sind alle Studiengänge zusätzlich von mehreren Berufsverbänden akkreditiert. Dazu zählen u. a. ACCA, CMI, BPS und CIM. Die Universität ist also Mitglied der Business Graduate Association (BGA) sowie Association to Advance Collegiate Schools of Business (AACSB)

## Studium
Das Präsenzstudium findet auf den Campusanlagen der Universität statt. Es wird auch als ein reines Fernstudium angeboten. Die Universität betreibt einen virtuellen Online-Campus, auf dem alle Studienmaterialien online verfügbar sind und wo die Vorlesungen über Live-Video-Tutorials stattfinden. Diese Tutorien werden gleichzeitig aufgezeichnet, damit Studierenden jederzeit darauf zurückgreifen können. Die Universität verfügt über eine Online-Bibliothek mit einer Vielzahl von Büchern, Fachartikel und Fachzeitschriften, die heruntergeladen werden können.

## Standorte
Der Hauptsitz der Universität befindet sich im Arden House, Middlemarch Park, Coventry. Weitere lokale Studienzentren befinden sich in.:
- International House, Ealing, London
- Tower Hill, Tower Hill, London
- Holborn Study Center, Holborn, London
- Birmingham Study Centre, Birmingham
- Linley House, Manchester
- Leeds Study Center, Leeds
- Berlin Study Center, Berlin

## Studiengänge
Die angebotenen Studiengänge für Bachelor- und Masterabschlüsse sind in den Bereichen:
- Business & Management
- Computing und IT
- Criminology und Law
- Data Analytics
- Engineering
- Finance & Accounting
- Graphic Design
- Health and Social Care
- Human Resources Management
- Marketing
- Psychology & Sociology